# Сетраковское сельское поселение
Сетраковское сельское поселение — муниципальное образование в Чертковском районе Ростовской области.
Административный центр поселения — хутор Сетраки.

## Административное устройство
В состав Сетраковского сельского поселения входит 1 населённый пункт:
- хутор Сетраки.

## Население
| 2010 | 2012 | 2013 | 2014 | 2015 | 2016 | 2017 |
| ---- | ---- | ---- | ---- | ---- | ---- | ---- |
| 907  | ↘901 | ↘897 | ↘886 | ↘869 | ↘850 | ↘840 |
| 2018 | 2019 | 2020 | 2021 |      |      |      |
| ↘816 | ↘807 | ↗813 | ↘811 |      |      |      |